# Freamunde
Freamunde es una freguesia portuguesa del concelho de Paços de Ferreira, con 4,68 km² de superficie y 7.452 habitantes (2001). Su densidad de población es de 1 592,3 hab/km².